# Каренина и я
«Каренина и я» (норв. Karenina & I) — норвежский документально-художественный роуд-муви 2017 года.

## Сюжет
2013 год. Звезда норвежского театра Гёрильд Маусет приглашена на роль Анны Карениной в Россию — во Владивосток. Она решает серьёзно подготовиться к роли и отправляется на поезде по Транссибирской магистрали в путешествие через всю Россию — из Мурманска, с остановками в Санкт-Петербурге, Москве, где посещает дом-музей Льва Толстого в его родной Ясной Поляне. В пути, выходя из своего СВ, актриса расспрашивает людей, преимущественно женщин, об Анне Карениной: готовясь к роли, актриса исследует границы между прошлым и настоящим, вымыслом и реальностью, театр и жизнь идут рука об руку, поезд идёт… Екатеринбург, Новосибирск, встречи, разговоры, и купание-«крещение» обнажённой в холодном Байкале…

В фильме рассказывается о человеческом и профессиональном вызове актрисы Гёрильд Маусет, которая согласилась сыграть Анну Каренину в родной стране Толстого. К этой проблеме добавляется желание сыграть роль Анны на русском языке, языке, на котором она никогда раньше не говорила. По следам Анны и чтобы выяснить истинные причины, по которым Толстой написал роман, актриса путешествует на поезде через огромную Россию в поисках секретов, которые Толстой скрывал в характере. Опыт неожиданно возвращает её к её корням и глубочайшим печалям, которые в зеркальной игре с героиней Толстого рождают уникальную интерпретацию. Роль жизни, Анна Каренина изменит Гёрильд навсегда.
Оригинальный текст (итал.)Il film racconta la sfida umana e professionale dell’attrice Gørild Mauseth che ha accettato di interpretare Anna Karenina nel paese natale di Tolstoj. A questa sfida si aggiunge quella di voler recitare il ruolo di Anna in Russo, una lingua che non ha mai parlato prima. Sulle tracce di Anna, e per scoprire i veri motivi per cui Tolstoj ha scritto il romanzo, l’attrice viaggia da Venezia al fiordo delle sue origini sulle coste Artiche della Norvegia, e poi in treno attraverso l’immensa Russia, fino a Vladivostok, l’estremo oriente del Paese, alla ricerca dei segreti che Tolstoj aveva nascosto nel personaggio. L’esperienza la riporta inaspettatamente alle sue radici e ai suoi dolori più profondi, che in un gioco di specchi con l’eroina di Tolstoj, dà alla luce un’interpretazione unica. Ruolo della vita, Anna Karenina cambierà Gørild per sempre.
— официальный сайт Римского кинофестиваля

## В ролях
- Гёрильд Маусет — камео / Анна Каренина
- Валентин Запорожец — Вронский
- Евгений Вейгель — Каренин
- Владислав Яскин — Левин
- Кристина Соболева — Китти
- Бальтазар — сын Гёрильд, камео
- Евгения Гулящева — ассистент Гёрильд, камео
- Соня Бергамаско — норвежская актриса, подруга Гёрильд, камео
- Ефим Звеняцкий — худрук приморского театра, камео
- Фёкла Толстая — праправнучка Льва Толстого, камео

Текст романа от лица писателя Льва Толского читает Лиам Нисон, также выступивший сопродюсером фильма:

Для меня было честью сыграть небольшую роль в этом специальном фильме. Я согласился быть там, потому что мне очень понравилась идея фильма о замечательной актрисе и её стремлении выяснить, кто такая Анна Каренина, возможно, одна из самых знаменитых и сложных женщин в литературе. Ещё и потому, что Толстой — один из величайших писателей, если не величайший, после Шекспира, описывающий состояние человека. И потом, потому что очень мало фильмов, рассказывающих о работе актёра.

## Фестивали и награды
Премьера фильма состоялась в Норвегии на Международном кинофестивале в Тромсё в январе 2017 года, в России премьера фильма состоялась показом во внеконкурсной программе 39-го Московского международного кинофестиваля в июне 2017 года, а в сентябре при полном аншлаге фильм был показан во Владивостоке в рамках кинофестиваля «Меридианы Тихого».
В дальнейшем фильм был участником многих кинофестивалей, в том числе был отмечен призами:
- Международный кинофестиваль «Северный характер» (Россия, 2017) — «Лучшая режиссёрская работа», «Лучшая операторская работа».
- Международный кинофестиваль стран Арктики Arctic open (Россия, 2017) — Гран-при жюри.
- Международный кинофестиваль Master of Art (Болгария, 2018) — «Лучший документальный фильм о театре».
- Международный фестиваль кинооператорского искусства Camerimage (2018) — номинация на Гран-при «Золотая лягушка» в конкурсе короткометражных документальных фильмов.